# Günter Ropertz
Günter Ropertz (* 19. April 1930) ist ein deutscher Badmintonspieler. 

## Karriere
Günter Ropertz wurde erstmals 1954 deutscher Meister im Herrendoppel mit Hans Walbrück. 1955 siegte er im Doppel mit Hans Eschweiler und auch im Herreneinzel. Ein Jahr später verteidigte er den Einzeltitel. 1957 wurde er erneut Meister im Doppel. Mannschaftstitel gewann er mit dem 1. DBC im SSF Bonn 1957 und 1959 bis 1961. 1957 und 1958 siegte er bei den Swiss Open.

## Sportliche Erfolge
| Saison    | Veranstaltung                     | Disziplin    | Platz | Name |
| --------- | --------------------------------- | ------------ | ----- | --- |
| 1952/1953 | Deutsche Einzelmeisterschaft      | Herrendoppel | 2     | Paul Riegel / Günter Ropertz (1. DBC Bonn) |
| 1952/1953 | Deutsche Einzelmeisterschaft      | Herreneinzel | 5     | Günter Ropertz (1. DBC Bonn) |
| 1952/1953 | Deutsche Einzelmeisterschaft      | Mixed        | 2     | Günter Ropertz / Regina Schneider (1. DBC Bonn) |
| 1953/1954 | Deutsche Einzelmeisterschaft      | Herreneinzel | 3     | Günter Ropertz (1. DBC Bonn) |
| 1953/1954 | Deutsche Einzelmeisterschaft      | Herrendoppel | 1     | Hans Walbrück / Günter Ropertz (1. DBC Bonn) |
| 1953/1954 | Westdeutsche Einzelmeisterschaft  | Herrendoppel | 1     | Hans Walbrück / Günter Ropertz (1. DBC im SSF Bonn)                                                                                                |
| 1953/1954 | Deutsche Einzelmeisterschaft      | Herreneinzel | 4     | Günter Ropertz (1. DBC Bonn) |
| 1954/1955 | Deutsche Einzelmeisterschaft      | Herrendoppel | 1     | Hans Eschweiler / Günter Ropertz (1. DBC Bonn) |
| 1954/1955 | Deutsche Einzelmeisterschaft      | Herreneinzel | 1     | Günter Ropertz (1. DBC Bonn) |
| 1955/1956 | Deutsche Einzelmeisterschaft      | Herreneinzel | 1     | Günter Ropertz (1. DBC Bonn) |
| 1955/1956 | Deutsche Einzelmeisterschaft      | Herrendoppel | 2     | Hans Eschweiler / Günter Ropertz (1. DBC Bonn) |
| 1955/1956 | Westdeutsche Einzelmeisterschaft  | Herrendoppel | 1     | Hans Eschweiler / Günter Ropertz (1. DBC im SSF Bonn)                                                                                              |
| 1955/1956 | Westdeutsche Einzelmeisterschaft  | Herreneinzel | 1     | Günter Ropertz (1. DBC im SSF Bonn) |
| 1956/1957 | Deutsche Einzelmeisterschaft      | Mixed        | 2     | Günter Ropertz / Luise Schmitz (1. DBC Bonn) |
| 1956/1957 | Deutsche Einzelmeisterschaft      | Herreneinzel | 2     | Günter Ropertz (1. DBC Bonn) |
| 1956/1957 | Deutsche Einzelmeisterschaft      | Herrendoppel | 1     | Hans Eschweiler / Günter Ropertz (1. DBC Bonn) |
| 1956/1957 | Westdeutsche Einzelmeisterschaft  | Herrendoppel | 1     | Hans Eschweiler / Günter Ropertz (1. DBC im SSF Bonn)                                                                                              |
| 1956/1957 | Westdeutsche Einzelmeisterschaft  | Mixed        | 1     | Günter Ropertz / Luise Stuch-Schmitz (1. DBC im SSF Bonn)                                                                                          |
| 1956/1957 | Deutsche Mannschaftsmeisterschaft | Mannschaft   | 1     | 1. DBC Bonn (Jap Tjiang Beng, Ralf Caspary, Günter Ropertz, Hans Eschweiler, Luise Schmitz, Rosemarie Krämer)                                      |
| 1957      | Swiss Open                        | Herrendoppel | 1     | Günter Ropertz / Hans Eschweiler |
| 1957      | Swiss Open                        | Herreneinzel | 1     | Günter Ropertz |
| 1957/1958 | Deutsche Einzelmeisterschaft      | Herrendoppel | 2     | Hans Eschweiler / Günter Ropertz (1. DBC Bonn) |
| 1958      | Swiss Open                        | Herreneinzel | 1     | Günter Ropertz |
| 1958/1959 | Deutsche Einzelmeisterschaft      | Herreneinzel | 3     | Günter Ropertz (STC Blau-Weiß Solingen) |
| 1958/1959 | Deutsche Mannschaftsmeisterschaft | Mannschaft   | 1     | 1. DBC Bonn (Günter Ropertz, Walter Stuch, Ralf Caspary, Kurt Hennes, Luise Schmitz, Gunhild Scholz)                                               |
| 1959      | Swiss Open                        | Herreneinzel | 2     | Günter Ropertz |
| 1959/1960 | Deutsche Mannschaftsmeisterschaft | Mannschaft   | 1     | 1. DBC Bonn (Ralf Caspary, Walter Stuch, Kurt Hennes, Jap Tjiang Beng, Günter Ropertz, Luise Schmitz, Gunhild Scholz, Ute Harlos, Marlies Caspary) |
| 1960/1961 | Deutsche Mannschaftsmeisterschaft | Mannschaft   | 1     | 1. DBC Bonn (Ralf Caspary, Walter Stuch, Kurt Hennes, Jap Tjiang Beng, Günter Ropertz, Luise Schmitz, Gunhild Scholz, Ute Harlos, Marlies Caspary) |

## Referenzen
- Martin Knupp: Deutscher Badminton Almanach, Eigenverlag/Deutscher Badminton-Verband (2003), 230 Seiten
- http://www.blv-nrw.de/club_dmf/cdmpor_ropertz.htm

| Personendaten    | Personendaten              |
| ---------------- | -------------------------- |
| NAME             | Ropertz, Günter            |
| KURZBESCHREIBUNG | deutscher Badmintonspieler |
| GEBURTSDATUM     | 19. April 1930             |